# Double Sin and Other Stories
Double Sin and Other Stories est un recueil de huit nouvelles  d'Agatha Christie, publié en 1961 aux États-Unis chez l'éditeur Dodd, Mead and Company.
Il est composé de six nouvelles policières et de deux nouvelles fantastiques (4 et 7). Les nouvelles 1, 2, 3 et 6 mettent en scène le détective Hercule Poirot, et les nouvelles 5 et 8, Miss Marple.

## Composition du recueil
1. Double Sin (Double Manœuvre)
2. Wasp's Nest (Le Guêpier)
3. The Theft of the Royal Ruby (Christmas Pudding)
4. The Dressmaker's Doll (La Poupée de la couturière)
5. Greenshaw's Folly (Le policeman vous dit l'heure)
6. The Double Clue (Le Double Indice)
7. The Last Seance (La Dernière Séance)
8. Sanctuary (Droit d'asile)

## Éditions

### Royaume-Uni
Le recueil n'a pas d'équivalent au Royaume-Uni, les nouvelles sont publiées dans différents recueils :
- les nouvelles 1, 2 et 6 sont publiées en 1974 dans Poirot's Early Cases (avec quinze autres nouvelles),
- les nouvelles 3 et 5 sont publiées en 1960 dans The Adventure of the Christmas Pudding and a Selection of Entrées (avec quatre autres nouvelles),
- les nouvelles 4 et 8 sont publiées en 1979 dans Miss Marple's Final Cases and Two Other Stories (avec six autres nouvelles),
- la nouvelle 7 est publiée en 1933 dans The Hound of Death and Other Stories (avec onze autres nouvelles).

### France
Le recueil n'a pas d'équivalent en France, les nouvelles sont publiées dans différents recueils :
- la nouvelle 1 est publiée en 1969 dans Témoin à charge (avec sept autres nouvelles),
- les nouvelles 2, 4 et 6 sont publiées en 1971 dans Allô, Hercule Poirot (avec trois autres nouvelles),
- les nouvelles 3 et 5 sont publiées en 1962 dans Le Retour d'Hercule Poirot (avec une autre nouvelle),
- la nouvelle 7 est publiée en 1981 dans Le Flambeau (avec huit autres nouvelles),
- la nouvelle 8 est publiée en 1986 dans Marple, Poirot, Pyne... et les autres (avec sept autres nouvelles).